# I misteri di Pittsburgh (film)
I misteri di Pittsburgh è un film del 2008 scritto e diretto da Rawson Marshall Thurber, basato sull'omonimo romanzo di Michael Chabon.
La pellicola è stata presentata al Sundance Film Festival nel gennaio 2008.

## Trama
Art Bechstein è neo-laureato in economia, figlio di un gangster ebreo che opera nella città di Pittsburgh. Dopo la fine degli studi Art si appresta a trascorrere l'estate che gli cambierà la vita, grazie all'incontro con Jane e il fidanzato Cleveland, con i quali instaura un bizzarro ed intenso triangolo amoroso.
Art scoprirà la propria sessualità nel delicato passaggio tra l'adolescenza e la maturità.

## Cast
- Jon Foster è Art Bechstein: perbene ed intelligente figlio di un gangster ebreo, che viene coinvolto in un triangolo amoroso con Jane e Cleveland, nonché in una relazione con Phlox.
- Peter Sarsgaard è Cleveland Arning: ribelle e bisessuale fidanzato di Jane, con cui Art instaura un legame. Nel romanzo il personaggio di Cleveland è eterosessuale, ma nel film è diventato bisessuale, a causa dell'eliminazione dalla trama del film di uno dei personaggi principali del romanzo, ovvero l'omosessuale Arthur Lecomte.
- Sienna Miller è Jane Bellwether: fidanzata di Cleveland. Nel romanzo, Jane è un personaggio minore, ma è diventato un personaggio di rilievo nell'adattamento di Thuber.
- Mena Suvari è Phlox Lombardi: una strana ragazza che lavora presso la biblioteca che è coinvolta romanticamente e sessualmente con Art.
- Nick Nolte è Joseph Bechstein: padre di Art, un gangster ebreo deluso dalle scelte del figlio.

## Produzione
I precedenti tentativi di adattare per il grande schermo il romanzo sono falliti. Nei primi mesi del 2000, regista indipendente Jon Sherman ha adattato il romanzo in una sceneggiatura, pensando a Jason Schwartzman nel ruolo di Art Bechstein, ma il progetto è fallito.
Il regista Rawson Marshall Thurber prese in mano il progetto nel 2006, dopo aver scritto una sceneggiatura ed aver ottenuto l'approvazione di Chabon, diede il via alla produzione. Inizialmente per ruolo di Art Bechstein era stato pensato Max Minghella, ma infine il ruolo fi affidato a Jon Foster. Thurber apportò diversi cambiamenti rispetto al romanzo, diede più rilievo al personaggio minore di Jane ed rimosse dalla trama il personaggio di Arthur Lecomte, aggiungendo vari elementi di Arthur nel personaggio di Cleveland.
Questi cambiamenti furono apportati per dare maggior concretezza e scorrevolezza alla trama, prediligendo un tema efficace nella cinematografia come il triangolo amoroso. Il film è stato girato interamente a Pittsburgh in Pennsylvania.

## Controversia
La protagonista del film, l'attrice Sienna Miller, ha creato un piccolo dissidio a Pittsburgh quando nel 2006, in un'intervista a Rolling Stone, si è riferita alla città come a "Shitsburgh", dichiarando: "potete credere che questa è la mia vita? Avrete pietà di me quando voi sarete di nuovo nel vostro delizioso appartamento a New York e io ancora qui a Pittsburgh? Non vedo l'ora di fare film più affascinanti e chiudere col mio anno indie".

## Critica
Il film ha riscosso recensioni generalmente negative. Su Rotten Tomatoes, I misteri di Pittsburgh ha ricevuto una recensione positiva dal 12% dei 42 critici, con un voto medio di 3,91 su 10. Sul sito web Metacritic, ha ricevuto invece un rating medio di 38 su 100, basato su 15 recensioni.
CBC News ha stroncato il film e il regista firmando una recensione severa nei confronti di Thurber perché non ha «nulla della profondità» del romanzo.

## Distribuzione
Il film è presentato in anteprima mondiale al Sundance Film Festival il 20 gennaio 2008, successivamente è stato presentato in altri festival fino all'uscita nelle sale cinematografiche, con un numero limitato di copie, il 10 aprile 2009.
In Italia il film ha avuto una distribuzione televisiva, venendo trasmesso da Sky Cinema a fine settembre 2009.